# Prix Ostrowski
Pour les articles homonymes, voir Ostrowski.
Le prix Ostrowski est une distinction mathématique décernée tous les deux ans par un jury international des universités de Bâle, de Jérusalem, de Waterloo et des académies du Danemark et des Pays-Bas. Le prix est nommé ainsi en l'honneur du mathématicien Alexander Ostrowski. Il est doté actuellement d'un montant de 100 000 francs suisses.

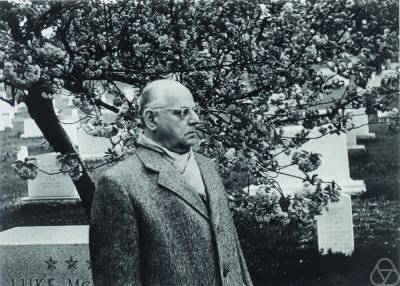
Alexander Ostrowski en 1964.

## Lauréats
Les mathématiciens suivant ont été récompensés :
- 2021 : Tim Austin (Royaume-Uni)[1]
- 2019 : Assaf Naor (Israël et États-Unis)[2]
- 2017 : Akshay Venkatesh (Inde et Australie)[3]
- 2015 : Peter Scholze (Allemagne)[4]
- 2013 : Yitang Zhang (États-Unis)
- 2011 : Ib Madsen (Danemark), David Preiss (Royaume-Uni) et Kannan Soundararajan (Inde et États-Unis)
- 2009 : Sorin Popa (Roumanie et États-Unis)
- 2007 : Oded Schramm (Israël et États-Unis)
- 2005 : Ben Green (Royaume-Uni) et Terence Tao (Australie et États-Unis)
- 2003 : Paul Seymour (Royaume-Uni)
- 2001 : Henryk Iwaniec (Pologne / États-Unis) et Peter Sarnak (Afrique du Sud et États-Unis) et Richard Taylor (Royaume-Uni et États-Unis)
- 1999 : Alexander Beilinson (Russie / États-Unis) et Helmut Hofer (Suisse et États-Unis)
- 1997 : Youri Nesterenko (Russie) et Gilles Pisier (France)
- 1995 : Andrew Wiles (Royaume-Uni)
- 1993 : Miklós Laczkovich (Hongrie) et Marina Ratner (Russie et États-Unis)
- 1991 : Jean Bourgain (Belgique)
- 1989 : Louis de Branges (France et États-Unis)

### Sources
- (en) Cet article est partiellement ou en totalité issu de l’article de Wikipédia en anglais intitulé « Ostrowski Prize » (voir la liste des auteurs).